# Бульба (танец)
Бу́льба — белорусский сценический танец, впервые поставленный К. А. Алексютовичем в 1930-е годы.

## Описание
Музыкальный размер 2/4, темп живой. Создан на основе одноимённой народной песни. Первый сценический вариант поставил К. А. Алексютович в 1930-е годы и исполнен Ансамблем белорусской народной песни и пляски. Большую известность танец приобрёл после постановки Игорем Моисеевым. Танец появился после одной из поездок в белорусскую деревню, где он увидел, как девушки весело пели песню «Бульба», возвращаясь после уборки картошки.
В балете Е. Глебова «Мечта», поставленном А. Андреевым в 1961 году, танец «Бульба» впервые появляется на профессиональной сцене.
Танец в его хореографической редакции вошёл в танцевальный репертуар фольклорных коллективов, а затем и в быт народа, стал настолько популярным, что его стали называть «народным».
В танце в шуточной форме показывается, как сажают, выращивают и копают картошку. В классической версии участвуют только девушки. Во время танца участницы то сходятся в один круг, то разбиваются на несколько кругов, то выстраиваются в колоны, затем перестраиваются в шеренги.